# El lamento de la serpiente negra
El lamento de la serpiente negra es una película dramática estadounidense del año 2006 escrita y dirigida por Craig Brewer. Fue rodada cerca de Stanton, Tennessee, y fue protagonizada por Samuel L. Jackson, Christina Ricci y Justin Timberlake. Su título deriva de la canción interpretada por Blind Lemon Jefferson en 1927, «The black snake moan», mientras que su argumento está parcialmente basado en la novela Silas Marner, escrita por George Eliot en 1861. Black snake moan hace numerosas referencias al movimiento Mississippi Blues, sobre todo en su título y en su banda sonora.

## Argumento
La película se centra en dos personajes principales: Lazarus (Samuel L. Jackson), un granjero profundamente religioso y exguitarrista de blues, y Rae (Christina Ricci), una joven ninfómana. La esposa y el hermano de Lazarus tuvieron un romance en el pasado, lo que lo convirtió en un hombre amargado e irascible. El novio de Rae, Ronnie (Justin Timberlake), se va para el despliegue de la Guardia Nacional de Tennessee y, en su ausencia, ella cae en la promiscuidad y el uso de drogas. Durante uno de los atracones de Rae, el amigo de Ronnie, Gill (Michael Raymond-James), intenta aprovecharse de ella. Rae se ríe de él y lo compara desfavorablemente con otro hombre, por lo que él la golpea cruelmente. Creyendo que está muerta, Gill toma a Rae y la abandona descalza y semidesnuda al costado de un camino.
A la mañana siguiente, Lazarus encuentra a Rae desmayada en el camino y la lleva a su casa para curar sus heridas. Lazarus visita a Tehronne (David Banner) creyendo que él la había golpeado, pero éste le informa sobre la vida promiscua que lleva Rae. Al pasar los días, Rae, quien deliraba por la fiebre, despierta e intenta huir de Lazarus. Él la ata al radiador con una pesada cadena para impedir que escape. Después de que Rae recupera la conciencia, Lazarus le dice que es su deber espiritual sanarla de sus pecaminosos modales y que no la liberará hasta conseguirlo. Rae hace varios intentos por huir, incluso tiene relaciones sexuales con un chico adolescente que trabaja en la granja de Lazarus, hasta que, finalmente, tolera su posición. Lazarus le compra un conservador vestido, le toca la guitarra y le cocina alimentos caseros. El pastor y gran amigo de Lazarus, R.L. (John Cothran, Jr.), lo visita y descubre que tiene a Rae como prisionera. R.L. intenta razonar con Lazarus y los tres terminan compartiendo una comida.
Mientras tanto, Ronnie regresa al pueblo después de que la Guardia Nacional lo diera de baja por su severo problema de ansiedad. Cuando busca a Rae, que permanece desaparecida, se encuentra con Gill, quien le dice que ella lo engañó con varios hombres durante su ausencia. Ronnie ataca a Gill, le roba su camioneta y continúa buscando a su novia.
En la mañana, Lazarus libera a Rae al decidir que no tiene autoridad para juzgarla. Rae elige quedarse con Lazarus por su propia voluntad. Más tarde, Rae y Lazarus van al pueblo, donde ella encara a su madre (Kim Richards) por los abusos sexuales que sufrió de parte de la pareja de esta. Mientras tanto, se sabe que Lazarus tiene un romance con la farmacéutica local, Angela (S. Epatha Merkerson).
Posteriormente, Lazarus ofrece un concierto de blues en el bar del pueblo, al cual acude Rae. Ronnie divisa a Rae y la sigue hasta la casa de Lazarus. Él lo enfrenta con un par de pistolas, pero Lazarus lo calma y llama al pastor. Finalmente, Ronnie y Rae deciden que son más fuertes juntos que separados, así que se casan. Mientras se marchan, Ronnie sufre un ataque de pánico y Rae comienza a descomponerse, pero juntos sobrellevan sus aflicciones.